# Copa Centenario de la AFA
La Copa Centenario de la AFA fu una competizione calcistica ufficiale una tantum organizzata nella stagione 1993-94 dalla Federcalcio argentina per celebrare il centenario della propria fondazione.
Il torneo fu vinto dal Gimnasia La Plata.

## Formato
La Copa Centenario fu organizzata seguendo il modello delle coppe nazionali, ma vi furono ammesse solo le compagini partecipanti alla Primera División 1992-1993 (eccettuate le squadre retrocesse). Il primo turno fu composto da soli derby, che decidevano un vincente e un perdente: nel turno successivo si affrontarono fra loro le squadre vincenti e quelle perdenti. I vincitori delle finali di ciascun gruppo si affrontarono poi nella finalissima.

## Incontri

### Primo turno
| Squadra            | Risultato         | Squadra            | Data               |
| ------------------ | ----------------- | ------------------ | ------------------ |
| River Plate        | 0-0 1-0           | Boca Juniors       | 3-7-1993 11-7-1993 |
| Vélez Sarsfield    | 1-1 1-0           | Ferro Carril Oeste | 3-6-1993 4-7-1993  |
| Racing Club        | 2-1 3-2           | Independiente      | 26-6-1993 2-7-1993 |
| Platense           | 0-0 3-0           | Lanús              | 26-6-1993 4-7-1993 |
| Belgrano           | 1-1 1-1 (5-3 dcr) | Dep. Mandiyú       | 26-6-1993 4-7-1993 |
| San Lorenzo        | 2-0 0-0           | Huracán            | 26-6-1993 4-7-1993 |
| Argentinos Juniors | 1-0 0-0           | Dep. Español       | 26-6-1993 4-7-1993 |
| Newell's Old Boys  | 2-0 1-0           | Rosario Central    | 27-6-1993 4-7-1993 |
| Gimnasia (LP)      | 1-0 0-0           | Estudiantes (LP)   | 26-6-1993 4-7-1993 |

### Secondo turno

#### Vincenti
| Squadra            | Risultato                              | Squadra                                | Data                                   |                                        |
| ------------------ | -------------------------------------- | -------------------------------------- | -------------------------------------- | -------------------------------------- |
| Racing Club        | 3-2                                    | Vélez Sarsfield                        | 11-7-1993                              |                                        |
| Belgrano           | 2-0                                    | Platense                               | 11-7-1993                              |                                        |
| Argentinos Juniors | 1-0                                    | San Lorenzo                            | 11-7-1993                              |                                        |
| Gimnasia (LP)      | 1-0                                    | Newell's Old Boys                      | 11-7-1993                              |                                        |
| River Plate        | Passa direttamente al turno successivo | Passa direttamente al turno successivo | Passa direttamente al turno successivo | Passa direttamente al turno successivo |

#### Perdenti
| Squadra         | Risultato                              | Squadra                                | Data                                   |                                        |
| --------------- | -------------------------------------- | -------------------------------------- | -------------------------------------- | -------------------------------------- |
| Independiente   | 3-0                                    | Ferro Carril Oeste                     | 11-7-1993                              |                                        |
| Dep. Mandiyú    | 1-0                                    | Lanús                                  | 11-7-1993                              |                                        |
| Dep. Español    | 2-1                                    | Huracán                                | 11-7-1993                              |                                        |
| Rosario Central | 1-0                                    | Estudiantes (LP)                       | 10-7-1993                              |                                        |
| Boca Juniors    | Passa direttamente al turno successivo | Passa direttamente al turno successivo | Passa direttamente al turno successivo | Passa direttamente al turno successivo |

### Terzo turno

#### Vincenti
| Squadra            | Risultato                              | Squadra                                | Data                                   |                                        |
| ------------------ | -------------------------------------- | -------------------------------------- | -------------------------------------- | -------------------------------------- |
| Racing Club        | 1-0                                    | River Plate                            | 25-7-1993                              |                                        |
| Belgrano           | Passa direttamente al turno successivo | Passa direttamente al turno successivo | Passa direttamente al turno successivo | Passa direttamente al turno successivo |
| Argentinos Juniors | Passa direttamente al turno successivo | Passa direttamente al turno successivo | Passa direttamente al turno successivo | Passa direttamente al turno successivo |
| Gimnasia (LP)      | Passa direttamente al turno successivo | Passa direttamente al turno successivo | Passa direttamente al turno successivo | Passa direttamente al turno successivo |

#### Perdenti
| Squadra       | Risultato                              | Squadra                                | Data                                   |                                        |
| ------------- | -------------------------------------- | -------------------------------------- | -------------------------------------- | -------------------------------------- |
| Boca Juniors  | 1-0                                    | Vélez Sarsfield                        | 25-7-1993                              |                                        |
| Independiente | 1-0                                    | Platense                               | 18-7-1993                              |                                        |
| Dep. Español  | 2-1                                    | Newell's Old Boys                      | 18-7-1993                              |                                        |
| San Lorenzo   | 0-0 (6-5 dcr)                          | Rosario Central                        | 18-7-1993                              |                                        |
| Dep. Mandiyú  | Passa direttamente al turno successivo | Passa direttamente al turno successivo | Passa direttamente al turno successivo | Passa direttamente al turno successivo |

### Quarto turno

#### Vincenti
| Squadra       | Risultato | Squadra            | Data      |
| ------------- | --------- | ------------------ | --------- |
| Gimnasia (LP) | 2-1       | Argentinos Juniors | 18-7-1993 |
| Belgrano      | 3-2       | Racing Club        | 1-8-1993  |

#### Perdenti
| Squadra            | Risultato                              | Squadra                                | Data                                   |                                        |
| ------------------ | -------------------------------------- | -------------------------------------- | -------------------------------------- | -------------------------------------- |
| Argentinos Juniors | 1-0                                    | Boca Juniors                           | 1-8-1993                               |                                        |
| River Plate        | 3-0                                    | Independiente                          | 8-8-1993                               |                                        |
| Dep. Español       | 1-0                                    | Dep. Mandiyú                           | 25-7-1993                              |                                        |
| San Lorenzo        | Passa direttamente al turno successivo | Passa direttamente al turno successivo | Passa direttamente al turno successivo | Passa direttamente al turno successivo |

### Quinto turno

#### Vincenti (finale)
| Squadra       | Risultato     | Squadra  | Data     |
| ------------- | ------------- | -------- | -------- |
| Gimnasia (LP) | 2-2 (4-3 dcr) | Belgrano | 7-8-1993 |

#### Perdenti
| Squadra            | Risultato                              | Squadra                                | Data                                   |                                        |
| ------------------ | -------------------------------------- | -------------------------------------- | -------------------------------------- | -------------------------------------- |
| River Plate        | 3-2                                    | Dep. Español                           | 14-8-1993                              |                                        |
| San Lorenzo        | 2-1                                    | Racing Club                            | 16-8-1993                              |                                        |
| Argentinos Juniors | Passa direttamente al turno successivo | Passa direttamente al turno successivo | Passa direttamente al turno successivo | Passa direttamente al turno successivo |

### Sesto turno

#### Perdenti
| Squadra     | Risultato                              | Squadra                                | Data                                   |                                        |
| ----------- | -------------------------------------- | -------------------------------------- | -------------------------------------- | -------------------------------------- |
| River Plate | 2-1                                    | Argentinos Juniors                     | 27-8-1993                              |                                        |
| San Lorenzo | Passa direttamente al turno successivo | Passa direttamente al turno successivo | Passa direttamente al turno successivo | Passa direttamente al turno successivo |

### Settimo turno

#### Perdenti
| Squadra     | Risultato                              | Squadra                                | Data                                   |                                        |
| ----------- | -------------------------------------- | -------------------------------------- | -------------------------------------- | -------------------------------------- |
| River Plate | 3-2                                    | San Lorenzo                            | 21-12-1993                             |                                        |
| Belgrano    | Passa direttamente al turno successivo | Passa direttamente al turno successivo | Passa direttamente al turno successivo | Passa direttamente al turno successivo |

### Ottavo turno

#### Perdenti (finale)
| Squadra     | Risultato | Squadra  | Data     |
| ----------- | --------- | -------- | -------- |
| River Plate | 2-1       | Belgrano | 1-1-1994 |

### Finale
| Arbitro: | Castrilli |

| |            | |
| P. Fernández 31’ Gui. Barros Schelotto 45’ | Marcatori  | 4’ Villalba |
| · J. Lavallén P · Sanguinetti D · Morant D · Ortiz D · Dopazo D · P. Fernández C · Bianco C · 73’ Talarico C · F. Fernández C · Gus. Barros Schelotto C · Gui. Barros Schelotto A · Guerra A | Formazioni | · P Goycochea · D Díaz 89’ · D Rivarola · D Corti · D P. Lavallén · C Toresani · C Astrada · C Berti · C Ortega 72’ · A Crespo · A Silvani 46’ · A Medina Bello · A Villalba |
| Perfumo | Allenatori | Passarella |